# Joshua Kimmich
Joshua Walter Kimmich (ˈjoːzu̯aː ˈkɪmɪç; (Rottweil, el 8 de febrer de 1995) és un futbolista alemany que juga com a migcampista al FC Bayern de Múnic i a la selecció alemanya. Conegut per la seva versatilitat, capacitat de passada i xut, entrada i agressivitat, Kimmich és considerat un dels millors migcampistes del món i un dels millors defensors per la banda dreta. La temporada 2019-20, després d'haver guanyat el triplet amb el Bayern de Múnic, Kimmich va ser inclos a l'equip de l'any de la UEFA, al FIFA FIFPro Men's World 11, i fou reconegut com al millor defensor de la temporada de la Lliga de Campions de la UEFA.

## Palmarès
FC Bayern de Múnic
- 1 Campionat del Món: 2020
- 1 Lliga de Campions de la UEFA: 2019-20
- 1 Supercopa d'Europa: 2020
- 8 Lligues alemanyes: 2015-16, 2016-17, 2017-18, 2018-19, 2019-20, 2020-21, 2021-22, 2022-23
- 3 Copes alemanyes: 2015-16, 2018-19, 2019-20
- 6 Supercopes alemanyes: 2016, 2017, 2018, 2020, 2021, 2022

Selecció alemanya
- 1 Copa Confederacions de la FIFA: 2017
- 1 Campionat d'Europa sub-19: 2014